# Mark Dexter
Mark Dexter, född 21 april 1973 i Nottingham, är en brittisk skådespelare.
Dexter har bland annat medverkat i TV-serierna Industry och Bletchley circle. Han har även medverkat i filmen Brexit: The Uncivil War.

## Filmografi (i urval)
- 2012–2014 – Bletchley circle (TV-serie)
- 2019 – Brexit: The Uncivil War
- 2020–2022 – Industry (TV-serie)